# Visual System
 (avril 2022).
Si vous disposez d'ouvrages ou d'articles de référence ou si vous connaissez des sites web de qualité traitant du thème abordé ici, merci de compléter l'article en donnant les références utiles à sa vérifiabilité et en les liant à la section « Notes et références ».
 (avril 2022).
 (avril 2022).
La mise en forme du texte ne suit pas les recommandations de Wikipédia : il faut le « wikifier ».
Les points d'amélioration suivants sont les cas les plus fréquents. Le détail des points à revoir est peut-être précisé sur la page de discussion.
- Les titres sont pré-formatés par le logiciel. Ils ne sont ni en capitales, ni en gras.
- Le texte ne doit pas être écrit en capitales (les noms de famille non plus), ni en gras, ni en italique, ni en « petit »…
- Le gras n'est utilisé que pour surligner le titre de l'article dans l'introduction, une seule fois.
- L'italique est rarement utilisé : mots en langue étrangère, titres d'œuvres, noms de bateaux, etc.
- Les citations ne sont pas en italique mais en corps de texte normal. Elles sont entourées par des guillemets français : « et ».
- Les listes à puces sont à éviter, des paragraphes rédigés étant largement préférés. Les tableaux sont à réserver à la présentation de données structurées (résultats, etc.).
- Les appels de note de bas de page (petits chiffres en exposant, introduits par l'outil «  Source ») sont à placer entre la fin de phrase et le point final[comme ça].
- Les liens internes (vers d'autres articles de Wikipédia) sont à choisir avec parcimonie. Créez des liens vers des articles approfondissant le sujet. Les termes génériques sans rapport avec le sujet sont à éviter, ainsi que les répétitions de liens vers un même terme.
- Les liens externes sont à placer uniquement dans une section « Liens externes », à la fin de l'article. Ces liens sont à choisir avec parcimonie suivant les règles définies. Si un lien sert de source à l'article, son insertion dans le texte est à faire par les notes de bas de page.
- La présentation des références doit suivre les conventions bibliographiques. Il est recommandé d'utiliser les modèles {{Ouvrage}}, {{Chapitre}}, {{Article}}, {{Lien web}} et/ou {{Bibliographie}}. Le mode d'édition visuel peut mettre en forme automatiquement les références.
- Insérer une infobox (cadre d'informations à droite) n'est pas obligatoire pour parachever la mise en page.

Pour une aide détaillée, merci de consulter Aide:Wikification.
Si vous pensez que ces points ont été résolus, vous pouvez retirer ce bandeau et améliorer la mise en forme d'un autre article.
Visual System est un collectif d'artistes pluridisciplinaires. Leur domaine de prédilection est la lumière et leur medium principal est la LED.
Né en 2007, ce collectif parisien regroupe des architectes, musiciens, sculpteurs, codeurs, motion-designer. Avec pour ambition de matérialiser la célèbre maxime du compositeur John Cage « que la lumière soit vue et que la musique soit entendue », Visual System spatialise des atmosphères harmoniques et colorées en investissant tout un lieu. Depuis ces installations, ils y explorent la relation entre l'espace et le temps, la nature et la science, la rêverie et la réalité.
Guidé par ce principe, le collectif sculpte des espaces aux formes géométriques composés de LED et de sons. Cette fusion de deux sens (la vue et l’ouïe) produit au spectateur une expérience spectaculaire et hypnotique.
Ils inventent des dispositifs lumineux et sonores qui sont en interaction directe avec l’espace urbain en explorant ses principes de perception, de participation, d’échange et en utilisant tout ce que les nouvelles technologies peuvent offrir tant au niveau spatial que spectral.
S'appuyant sur les dernières avancées technologiques, ils sont avant tout des conteurs d'histoires. Ils racontent des histoires d'aujourd'hui, abstraites et colorées, qui convoquent les mécanismes internes de nos images mentales, et nous montrent que notre perception du monde a pour principal instrument non pas les yeux, mais le cerveau.
Depuis sa création, Visual System a réalisé des œuvres pour, entre autres, l’Atomium de Bruxelles, la Gaîté-Lyrique à Paris, plusieurs festivals en Chine et en Thaïlande et plus encore. 

## Principales Installations
- 2021: 
  - Détour[1], Gaité Lyrique, Paris
  - Little +, Nuits Blanches, Gaité lyrique, Paris
  - Abîme, Nuits Blanches, Gaité Lyrique, Paris
  - Symbol[2], Atomium, Brussels
  - Circonvolutions[3], Centre Wallonie-Bruxelles, Paris
- 2019:
  - A circular Journey[4], Atomium, Brussels
  - M Tour 2019, Cirque d'hiver Bouglione, Paris
  - One second later, Atomium, Bruxelles
  - Opium[5], Polygon Live Stage, Wonderfruit Festival, Thaïlande
- 2018:  
  - Panache, Tour Panache, Grenoble
  - Santos de Cartier, Tank Museum, Shanghai
  - Circum, Centre Georges-Pompidou, Paris
  - Plazia Francia (aka Gotan project), Scénographie Jeremie Lippman, World Tour
  - NTM Tour 2018, Scénographie Jeremie Lippman, France
  - Resonances de Cartier, Shanghai, Chine
- 2017: 
  - Altn8, Wonderfruit, Thaïlande
  - 50 colors, A2Z Art Gallery, Paris, France
  - Beyond the Wall, Bercy, Paris
  - Little Talk, Studio 9, Hong Kong
  - Pulse, Showroom Adidas, Paris
- 2016: 
  - Talk, Atomium, Bruxelles, Belgique
  - Here to Create, Trocadéro, Paris
  - ADAM, Art & Design Brussels Museum, Bruxelles, Belgique
  - Palais of speed, Palais de Tokyo, Paris, France
  - VS Carré X[6], Croisement Festival, Guangzhou, Chine
- 2015: 
  - New Realities in the 20th and 21st Century, Opera Gallery, Hong Kong
  - Diamond, LVMH, Paris, France
  - Potted Palm, VAW Festival, Mexico, Mexico
- 2014: 
  - Out of control , Atomium, Bruxelles, Belgique
  - The Opus, collaboration avec le designer Français Matteo Messervy, Bangkok, Thaïlande
  - C42, Citroën Showroom, Paris
- 2013:
  - Green Room Session, Paris, France
  - Lunettes M, Mojo Tour of artist M 1056 x 18, C42 show room, Paris, France
  - Blue Rider II , Jakarta, Indonésie
  - Devoteam, Atomium, Bruxelles
  - Infinity, Atomium, Bruxelles
  - ID#2013 Poème Numérique, Atomium, Bruxelles, Belgique
  - #uttruckshop  Uniqlo, New York, États-Unis
- 2012:
  - So Ouest, Auditoire, Levallois, France
  - Grill of fourmis, Aparak 2.0, Rennes, France
  - Trafik , Zenith, Nantes, France
  - Blended Blood, Bund, Shanghai, Chine
  - Little Ghost, Fab Fest, La Gaîté Lyrique, Paris, France
  - Radio FG, Grand Palais, Paris, France
  - Transit II, Atomium, Bruxelles, Belgique
- 2011:
  - Organic Culture, Scopitone, Nantes, France
  - Théâtre Liberté, Toulon, France
  - 8-BIT Kermesse 3, Labanque, Béthune, France
- 2010:
  - 88, Le Garage, Béthune, France
  - Poom Box, Poom Music Band
  - Usina Electrica , Electricity Factory, Festival Outsider, Buenos Aires, Brésil
  - BNP Opéra (en collaboration avec Superbien), Paris, France
  - Transit I, Atomium, Bruxelles, Belgique
  - Blue Rider[7], de Shanghai in Shenzhen, Chine
  - Flux (musique de Le Tone), Nuits Blanches, Metz, France
  - Uniqlo / VS / Laclique, Hôtel Salomon de Rothschild, Paris, France 48 x 48,
  - Digitalnights, Singapore Art Museum, Singapore, Singapour
  - Nemo-104[8], Festival Nemo-104, Paris, France
  - Spectral Issue, Lab-labanque, Béthune, France
  - Exit 2010, Festival Exit 2010, Créteil, France
- 2009: 
  - Digital Experience, Festival Crossing The lines New York, États-Unis
  - Mini 20n, Macy’s Broadway, New York, États-Unis
- 2008: 
  - Digital Experience #02, Shanghai e-Arts Festival, Chine
  - Pixel Display #01, F.E.S.T., Carthage, Tunisie
  - 48 x 48, Festival Scopitone, Nantes, France
  - Scattered, Théâtre de l’Agora, Évry, France
  - 106[9], Le 106, Rouen, France
  - 3x5x8, Galerie Numeris Causa, Paris, France
- 2007: 
  - Digital Experience[10] #01[11], Shanghai e-Arts Festival, Chine